# Plochingen
Plochingen är en stad i Baden-Württemberg, Tyskland. Den ligger omkring 2 mil sydost om förbundslandets huvudstad Stuttgart, där floderna Neckar och Fils flyter samman i Landkreis Esslingen.
Staden ingår i kommunalförbundet Plochingen tillsammans med kommunerna Altbach och Deizisau.

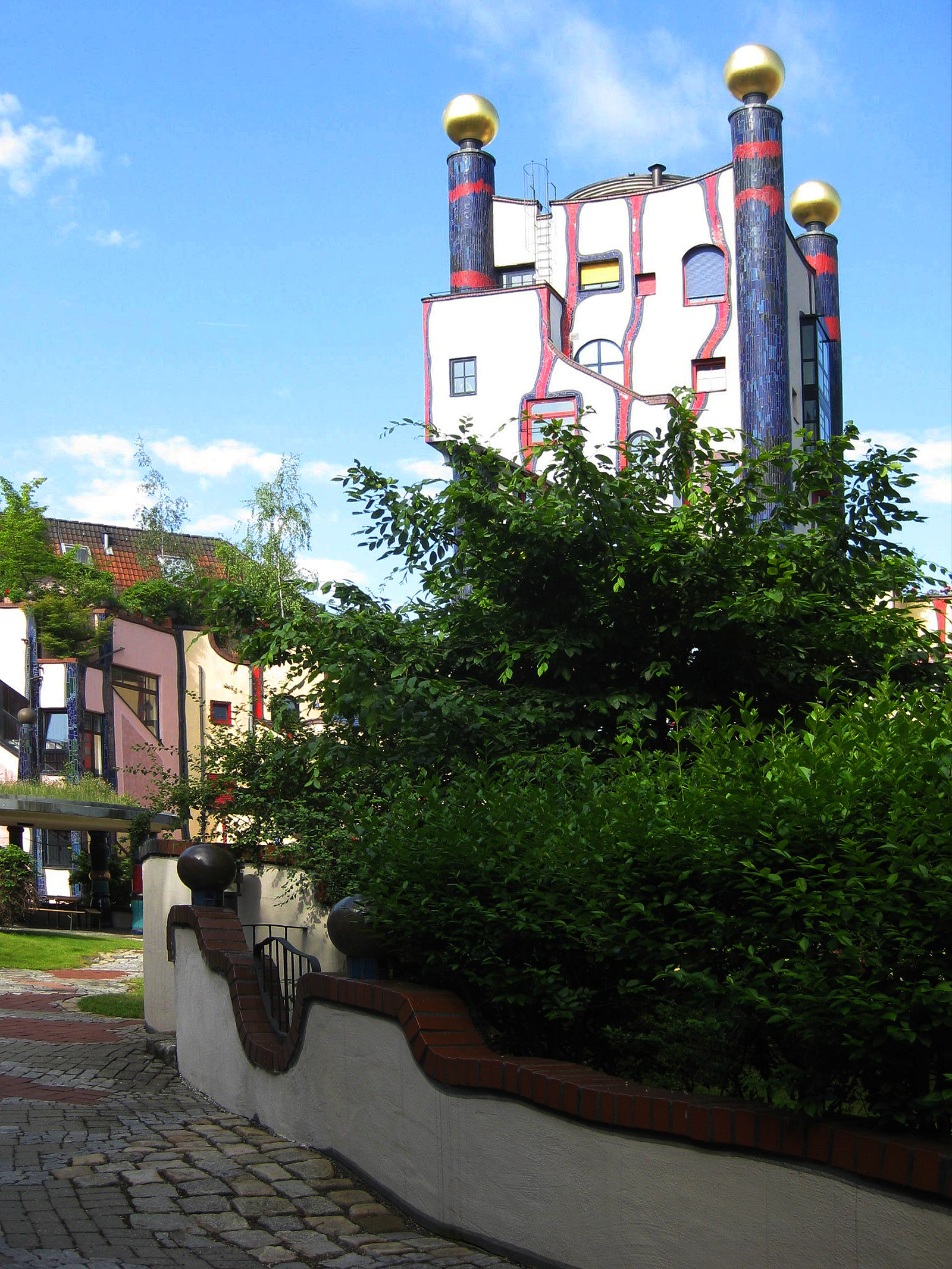
En del av byggnadskomplexet Wohnen unterm Regenturm ["Bo under Regntornet"] av Friedensreich Hundertwasser.

Staden omnämns första gången i en kunglig urkund år 1146 som Blochingen. Invånarantalet är 14 209 (31 december 2010). Sedan 1971 är den vänort med Landskrona. Till stadens sevärdheter hör ett så kallat Hundertwasserhaus, dvs ett byggnadsverk av den österrikiske konstnären och arkitekten Friedensreich Hundertwasser. Det uppfördes åren 1991-94 och döptes till Wohnen unterm Regenturm ["Bo under Regntornet"].